# بياتريكس كوكيني
بياتريكس كوكيني (بالمجرية: Kökény Beatrix)‏ مواليد 12 مارس 1969 في بودابست، هي لاعبة كرة يد مجرية معتزلة. مثلت منتخب المجر لكرة اليد للسيدات في 245 مباراة. شاركت في دورة الألعاب الأولمبية الصيفية سنة 1996. حققت المركز الأول في بطولة أوروبا لكرة اليد للسيدات 2000.

## سجل المنافسة
شاركت في البطولات التالية:
- بطولة العالم لكرة اليد للسيدات 1993
- بطولة العالم لكرة اليد للسيدات 1995
- بطولة العالم لكرة اليد للسيدات 1999
- بطولة أوروبا لكرة اليد للسيدات 1994
- بطولة أوروبا لكرة اليد للسيدات 1998
- بطولة أوروبا لكرة اليد للسيدات 2000

## الميداليات
| الميدالية | المسابقة                            |
| --------- | ----------------------------------- |
| فضية      | الألعاب الأولمبية الصيفية 2000      |
| برونزية   | الألعاب الأولمبية الصيفية 1996      |
| فضية      | بطولة العالم لكرة اليد للسيدات 1995 |
| ذهبية     | بطولة أوروبا لكرة اليد للسيدات 2000 |
| برونزية   | بطولة أوروبا لكرة اليد للسيدات 1998 |

## روابط خارجية
- بياتريكس كوكيني على موقع أوليمبيديا (الإنجليزية)